# Куарту-Сентенариу
Куарту-Сентенариу (порт. Quarto Centenário) — муниципалитет в Бразилии, входит в штат Парана. Составная часть мезорегиона Западно-центральная часть штата Парана. Входит в экономико-статистический микрорегион Гойоэре. Население составляет 4367 человек на 2007 год. Занимает площадь 321,875 км². Плотность населения — 14,3 чел./км².

## Статистика
- Валовой внутренний продукт на 2003 год составляет 81 871 961,00 реалов (данные: Бразильский институт географии и статистики).
- Валовой внутренний продукт на душу населения на 2003 год составляет 16 593,43 реалов (данные: Бразильский институт географии и статистики).
- Индекс развития человеческого потенциала на 2000 год составляет 0,700 (данные: Программа развития ООН).

## География
Климат местности: тропический.